# Locuto
Locuto es una villa peruana ubicada en el distrito de Tambogrande, perteneciente a la provincia y departamento de Piura, al norte del Perú. 

## Ubicación
Locuto se ubica al norte de la provincia de Piura, en el distrito de Tambogrande, en el departamento de Piura.

## Demografía
En 2017 Locuto tenía una población de 2008 habitantes, de los cuales 1041 eran hombres y 967 eran mujeres.
| Gráfica de evolución demográfica de Locuto entre 1993 y 2017 |
|                                                              |
| Fuentes: Población 1993 y 2017                               |

## Economía
Locuto es un centro poblado rural que se dedica principalmente a la agricultura y la ganadería.